# Campeonato Sudamericano de Carrera de Montaña
El Campeonato Sudamericano de Carrera de Montaña es una competición anual de carrera de montaña organizado por la CONSUDATLE para los atletas que representan a los países de sus asociaciones miembros. El evento fue establecido en el 2006.

## Resultados
Los resultados completos publicados enː
|      | Año  | Ciudad     | País       | Fecha         | Masculino          | Femenino          |
| ---- | ---- | ---------- | ---------- | ------------- | ------------------ | ----------------- |
| I    | 2006 | Tunja      | Colombia   | 19 de agosto  | Jacinto López      | Stella Castro     |
| II   | 2007 | Caracas    | Venezuela  | 12 de agosto  | Jairo Vargas       | María Rodríguez   |
| III  | 2008 | Caleu      | Chile      | 27 de julio   | Patricio Contreras | Susana Rebolledo  |
| IV   | 2009 | Quito      | Ecuador    | 1 de agosto   | Marco Almachi      | Rosa Chacha       |
| V    | 2010 | Mendoza    | Argentina  | 18 de julio   | Pedro Puente       | Cruz Salazar      |
| VI   | 2011 | Caracas    | Venezuela  | 7 de agosto   | Pedro Ramos        | Mileidy Jaimes    |
| VII  | 2012 | Aratoca    | Colombia   | 11 de agosto  | Jacinto López      | María Rodríguez   |
| VIII | 2013 | Cajamarca  | Perú       | 21 de julio   | Willy Canchancha   | Jovana De La Cruz |
| IX   | 2014 | Suspendida | Suspendida | Suspendida    | Suspendida         | Suspendida        |
| X    | 2015 | Suspendida | Suspendida | Suspendida    | Suspendida         | Suspendida        |
| XI   | 2016 | Caracas    | Venezuela  | 23 de octubre | Bandera de ?       | Bandera de ?      |